# مستر کافی
مستر کافی (انگلیسی: Mr. Coffee) شرکت لوازم خانگی آمریکایی است، که در سال ۱۹۷۲ تأسیس شد.